# Грег Джонс (тенісист)
Грег Джонс (англ. Greg Jones; нар. 31 січня 1989) — колишній австралійський тенісист.
Найвищу одиночну позицію світового рейтингу — 179 місце досяг 26 квітня 2010, парну — 216 місце — 1 листопада 2010 року.
Найвищим досягненням на турнірах Великого шолома було 2 коло в парному розряді.

## Фінали ATP Челленджер і ITF Ф'ючерс

### Одиночний розряд: 13 (3–10)
| Легенда              |
| -------------------- |
| ATP Челленджер (0–5) |
| ITF Ф'ючерс (3–5)    |

| Фінали за покриттям |
| ------------------- |
| Тверде (1–6)        |
| Ґрунт (2–1)         |
| Трава (0–3)         |
| Килим (0–0)         |

| Результат | В-П  | Дата     | Турнір                              | Рівень     | Покриття | Суперник          | Рахунок       |
| --------- | ---- | -------- | ----------------------------------- | ---------- | -------- | ----------------- | ------------- |
| Поразка   | 0–1  | Лис 2007 | Тасманія, Австралія                 | Челленджер | Тверде   | Натан Гілі        | 5–7, 4–6      |
| Перемога  | 1–1  | Тра 2008 | США F10, Флорида                    | Ф'ючерс    | Ґрунт    | Клінтон Томсон    | 5–7, 4–6      |
| Поразка   | 1–2  | Лип 2008 | Велика Британія F10, Frinton on Sea | Ф'ючерс    | Трава    | Міхел Конінґ      | 4–6, 3–6      |
| Поразка   | 1–3  | Жов 2008 | Австралія F10, Happy Valley         | Ф'ючерс    | Тверде   | Марінко Матосевич | 1–6, 6–73–7   |
| Поразка   | 1–4  | Тра 2009 | Австралія F3, Бандаберг             | Ф'ючерс    | Ґрунт    | Хозе Стейтам      | 6–4, 4–6, 1–6 |
| Перемога  | 2–4  | Тра 2009 | Австралія F4, Іпсвіч                | Ф'ючерс    | Ґрунт    | Хозе Стейтам      | 6–4, 4–6, 1–6 |
| Поразка   | 2–5  | Лют 2010 | Берні, Австралія                    | Челленджер | Тверде   | Бернард Томіч     | 6–4, 6–2      |
| Поразка   | 2–6  | Лют 2010 | Австралія F2, Беррі                 | Ф'ючерс    | Трава    | Джон Міллман      | 6–1, 4–6, 4–6 |
| Поразка   | 2–7  | Тра 2011 | Фергана, Узбекистан                 | Челленджер | Тверде   | Дуді Села         | 2–6, 1–6      |
| Поразка   | 2–8  | Лют 2012 | Калаундра, Австралія                | Челленджер | Тверде   | Марінко Матосевич | 0–6, 2–6      |
| Поразка   | 2–9  | Лип 2013 | Манта, Еквадор                      | Челленджер | Тверде   | Майкл Расселл     | 6–4, 0–6, 5–7 |
| Перемога  | 3–9  | Жов 2013 | Австралія F9, Сідней                | Ф'ючерс    | Тверде   | Джордан Томпсон   | 3–6, 7–5, 6–1 |
| Поразка   | 3–10 | Бер 2016 | Австралія F2, Мілдьюра              | Ф'ючерс    | Трава    | Дейн Келлі        | 4–6, 2–6      |

## Фінали ATP Челленджер і ITF Ф'ючерс

### Парний розряд: 12 (4–8)
| Легенда              |
| -------------------- |
| ATP Челленджер (0–3) |
| ITF Ф'ючерс (4–5)    |

| Фінали за покриттям |
| ------------------- |
| Тверде (2–5)        |
| Ґрунт (1–3)         |
| Трава (1–0)         |
| Килим (0–0)         |

| Результат | В-П | Дата     | Турнір                        | Рівень     | Покриття | Партнер            | Суперники                               | Рахунок                    |
| --------- | --- | -------- | ----------------------------- | ---------- | -------- | ------------------ | --------------------------------------- | -------------------------- |
| Поразка   | 0–1 | Тра 2007 | Кувейт F1, Meshref            | Ф'ючерс    | Тверде   | Мохаммад Гаріб     | Айсам Куреші Пурав Раджа                | 6–2, 5–7, 2–6              |
| Поразка   | 0–2 | Жов 2007 | Австралія F8, Траралґон       | Ф'ючерс    | Тверде   | Ендрю Коело        | Брайден Клейн Меттью Ебден              | 6–7(6–8), 1–6              |
| Перемога  | 1–2 | Вер 2008 | Австралія F7, Джимпі          | Ф'ючерс    | Тверде   | Адам Габбл         | Гайдн Льюїс Мікал Стейтам               | 7–6(8–6), 6–7(4–7), [10–5] |
| Поразка   | 1–3 | Жов 2008 | Австралія F9, Сейл            | Ф'ючерс    | Ґрунт    | Ендрю Ґреґорі      | Дейн Проподжія Метт Рейд                | без гри                    |
| Поразка   | 1–4 | Тра 2009 | Італія F11, Парма             | Ф'ючерс    | Ґрунт    | Антал ван дер Дейм | Хуан-Мартін Арангурен Вальтер Трузенді  | 2–6, 3–6                   |
| Перемога  | 2–4 | Лип 2009 | Велика Британія F8, Філікстоу | Ф'ючерс    | Трава    | Роберт Смітс       | Трістан Фаррон-Магон Андреас Сільєстрем | 6–2, 6–4                   |
| Поразка   | 2–5 | Лип 2010 | Аптос, США                    | Челленджер | Тверде   | Адам Фіні          | Карстен Болл Кріс Гуччоне               | 1–6, 3–6                   |
| Поразка   | 2–6 | Лют 2013 | West Lakes, Австралія         | Челленджер | Тверде   | Джеймс Дакворт     | Метт Рейд Сем Грот                      | 2–6, 4–6                   |
| Поразка   | 2–7 | Тра 2013 | Таллахассі, США               | Челленджер | Ґрунт    | Пітер Поланскі     | Остін Крайчек Тенніс Сендгрен           | 6–1, 2–6, [8–10]           |
| Перемога  | 3–7 | Вер 2014 | США F26, Ірвайн               | Ф'ючерс    | Тверде   | Ґреґорі Уелетт     | Карстен Болл Джуніор Александер Ор      | 6–2, 4–6, [10–5]           |
| Перемога  | 4–7 | Бер 2016 | Австралія F3, Mornington      | Ф'ючерс    | Ґрунт    | Ендрю Віттінгтон   | Ґевін Ван Пеперзіл Бредлі Музлі         | 6–3, 6–2                   |
| Поразка   | 4–8 | Чер 2016 | США F17, Шарлотсвілл          | Ф'ючерс    | Тверде   | Хозе Стейтам       | Тай-Сон Квятковскі Мак Стіслінґер       | 4–6, 1–6                   |

## Юніорські фінали турнірів Великого шолома

### Одиночний розряд: 1 (1 поразка)
| Результат | Рік  | Турнір                               | Покриття | Суперник          | Рахунок  |
| --------- | ---- | ------------------------------------ | -------- | ----------------- | -------- |
| Поразка   | 2007 | Відкритий чемпіонат Франції з тенісу | Ґрунт    | Володимир Ігнатик | 3–6, 4–6 |

## Часовий графік результатів
| W | Ф | ПФ | ЧФ | #Р | КТ | К# | DNQ | A | NH |

### Одиночний розряд
| Турніри Великого шлему                 |     |     |     |     |     |     |     |     |       |     |    |
| Відкритий чемпіонат Австралії з тенісу | К1р | К2р | К1р | К1р | К3р | 1р  |     | К1р | 0 / 1 | 0–1 | 0% |
| Відкритий чемпіонат Франції з тенісу   |     |     |     | К1р |     | К3р |     |     | 0 / 0 | 0–0 | –  |
| Вімблдонський турнір                   |     |     |     | К2р | К2р |     |     |     | 0 / 0 | 0–0 | –  |
| Відкритий чемпіонат США з тенісу       |     |     |     | К2р | К3р |     | К1р |     | 0 / 0 | 0–0 | –  |
| В-П                                    | 0–0 | 0–0 | 0–0 | 0–0 | 0–0 | 0–1 | 0–0 | 0–0 | 0 / 1 | 0–1 | 0% |
| Тур ATP Мастерс 1000                   |     |     |     |     |     |     |     |     |       |     |    |
| Indian Wells Open                      |     |     |     |     | К2р | К1р |     |     | 0 / 0 | 0–0 | –  |
| В-П                                    | 0–0 | 0–0 | 0–0 | 0–0 | 0–0 | 0–0 | 0–0 | 0–0 | 0 / 0 | 0–0 | –  |